# Hermann hainaut-i gróf
Hermann (? – 1049. július 3.) középkori frank nemesúr, a németalföldi Hainaut grófja.

## Élete
Apja V. Reginár hainaut-i gróf, anyja Mathilde de Verdun. A legtöbb korabeli forrás Hermannt jelöli meg Reginár gyermekeként, de az is elképzelhető, hogy Hermann felesége, Richilde volt Reginár lánya. Mindenesetre Reginár halála után Hermann és Hermann halála után felesége örökölte Hainaut grófságot. Számos forrás említi Richilde-t, és megadják hogy Hermann felesége volt, de nem említik leszármazását.
Bár a fentiek alapján nem lehet egyértelműen eldönteni, de valószínű, hogy valóban Hermann volt Reginár fia. A másik verziót képviselő forrásokat feltehetően az vezette félre, hogy Hermann után Richilde örökölte az Hainaut-i grófságot, amit utána második férjére, VI. Balduin flamand grófra és gyermekeire hagyott. Ez mindenesetre összhangban állt a korabeli Flandriában uralkodó örökösödési joggal, amely szerint az egyik házastárs örökölte az elhunyt házastárs minden vagyonát, amennyiben a házasságból gyermek született. Richilde második férje, Balduin, pontosan ilyen örökösödési szabályokat adott meg a Geraardsbergen-nek kiadott alkotmányában.

## Családja és leszármazottai
Felesége Richilde de Egisheim (? – 1087. március 15.), feltehetően Regnier de Hasnon lánya. Richilde tényleges származására számos utalás található a forrásokban: a Chronicon Hanoniense szerint a korábbi valenciennes-i gróf utóda és örököse. A Flandria Generosa szerint Richilde IX. Leó pápa rokona volt, amikor beszámolt arról, hogy Engelbert, Cambrai püspöke kiközösítette Balduint második házassága miatt, de a pápa feloldotta büntetését.
Hermann halála után Richilde örökölte a grófi címet, majd 1051-ben ismét férjhez ment, második férje Balduin, aki 1055-ben felesége révén (de iure uxoris) megkapta a Hainaut grófja címet és ezt a második házasságból származó gyermekek is örökölték. Balduin 1067-ben örökölte a Flandria grófja címet és haláláig közösen uralkodtak a két grófság felett. 1070-ben, Balduin halálát követően Arnulf fiuk örökölte mindkét grófságot, de ezt Balduin öccse, Fríz Róbert vitatta. 1070-ben Richilde harmadszor is házasodott, férje William FitzOsbern, Earl of Hereford. 1071-ben I. Fülöp francia király támogatása ellenére Richilde és Arnulf serege vereséget szenvedett a casseli csatában, Arnulf és FiztOsbern elesett, Richilde fogságba került. Richilde kisebbik fia, Balduin továbbra is megtartotta az Hainaut grófja címet és anyjával közösen számos, sikertelen kísérletet tettek Flandria visszaszerzésére.
Hermann grófnak és feleségének két gyermeke ismert:
- Roger (? – 1093), a feljegyzések szerint testi fogyatékos volt és a papi pályára lépett.[12][13] Roger, feltehetően fogyatékossága miatt, nem örökölte a grófi címet, amely anyjának második házasságából származó gyermekeire szállt.
- ismeretlen lánygyermek (Ágnes?) (? – 1071 után). Az Annales Hanoniæ utal Hermann és Richilde lánygyermekére és megadja, hogy Benedek-rendi apáca lett belőle.[14] III. Arnulf flamand gróf, Roger féltestvére, utal egy 1071-ben kiadott oklevelében Ágnes nővérére.[15]

## Lásd még
- Hainaut-i grófság
- Hainaut grófjainak listája